# Olgierd Poniźnik
Olgierd Poniźnik (ur. 13 czerwca 1954 w Nowiczkach na Białorusi) – polski polityk, działacz PZPR, samorządowiec, poseł na Sejm IV kadencji.

## Życiorys
Ukończył w 1984 studia w Instytucie Nauk Politycznych na Uniwersytecie Wrocławskim. W latach 1977–1979 kierował zarządem miejsko-gminnym Związku Socjalistycznej Młodzieży Polskiej. Od 1977 do rozwiązania był członkiem Polskiej Zjednoczonej Partii Robotniczej, dwa lata później objął stanowisko I sekretarza komitetu miejsko-gminnego PZPR w Jeleniej Górze. W pierwszej połowie lat 90. kierował domem kultury w Lubomierzu.
Od 1979 do 1994 zasiadał w radzie miejskiej Gryfowa Śląskiego, następnie do 2001 pełnił funkcję burmistrza miasta i gminy Lubomierz. Sprawował mandat posła na Sejm IV kadencji z ramienia Sojuszu Lewicy Demokratycznej, wybranego w okręgu legnickim. W 2005 bez powodzenia ubiegał się o reelekcję. Po wyborach samorządowych w 2006 objął stanowisko burmistrza miasta i gminy Gryfów Śląski. Utrzymywał je również w 2010, 2014 i 2018. Nie ubiegał się o reelekcje w 2024, został natomiast wybrany do rady powiatu lwóweckiego.
Działacz m.in. Okręgowego Związku Piłki Nożnej w Jeleniej Górze i Dolnośląskiego Towarzystwa Społeczno-Kulturalnego we Wrocławiu. Był założycielem i redaktorem naczelnym powstałej w 1992 lokalnej lubomierskiej gazety „Sami Swoi”. W 1997 wspólnie z Jadwigą Sieniuć zainicjował Ogólnopolski Festiwal Filmów Komediowych w Lubomierzu.

## Życie prywatne
Żonaty z Emilią. Ich córka Olimpia została żoną aktora Pawła Burczyka.

## Odznaczenia
- Krzyż Kawalerski Orderu Odrodzenia Polski (2009)[9]
- Złoty Krzyż Zasługi
- Srebrny Krzyż Zasługi
- Srebrny Medal „Zasłużony Kulturze Gloria Artis” (2005)[10]